# Bachman Gábor
Bachman Gábor (Pécs, 1952. június 24. –) Kossuth-, Balázs Béla- és Prima Primissima díjas magyar építész-tervező művész, az 1980-as évek avantgárd, a dekonstruktivizmus kiemelkedő építésze. Ezt követően, és a mai napig főleg külföldön épülő házaival a nemzetközi kortárs építészet kiemelkedő alkotója.

## Élete
Édesapja Bachmann Mátyás, édesanyja Pozsár Mária, testvére Bachman Zoltán építészmérnök. Gyermekkorát Pécsen töltötte. A Pécsi Művészeti Gimnáziumba járt díszítő festő szakra, valamint 16 évig zenét is tanult (csellózott). 1971–72-ben a Budapesti Műszaki Egyetemen építészetet tanult, de nem érezte jól magát, ezért Pogány Frigyes segítségével a Magyar Iparművészeti Főiskolán belsőépítészet szakára váltott, ahol 1977-ben diplomázott. Tanárai közül (az akkori főiskolán csak egy évig oktató) Makovecz Imrét, Szrogh Györgyöt és Rubik Ernőt emelte ki egy interjúban.
1977-ben Bódy Gábor filmrendező meghívására a Magyar Filmgyártó Vállalathoz került. Magyarországon elsőként Bachman Gábor dolgozott filmes art directorként Bódy Gábor „Psyche” című filmjében. 1977–1991 között a Magyar Filmgyártó Vállalatnál dolgozott ebben a munkakörben. Az 1970-es évek végétől aktívan részt vett a hazai „underground” művészeti életben. Bódy Gáborral, akivel a Fiatal Művészek Klubjában ismerkedett meg, két jelentős mozifilmjében működött együtt: ő volt az Art Directora az 1980-as Nárcisz és Psychének, és az 1983-as Kutya Éji Dalának. Emellett az organikus építészet hatását tükröző designt tervezett Bódy Hamlet-tévéfilmjéhez 1981-ben. Együttműködésükre 1987-ben így emlékezett vissza: „…a 70-es évek experimentalista filmrendezőiből lett professzionalista filmrendezők élénk érdeklődést mutattak olyan art-directori kísérletek iránt, amelyeknek mozgatórugója egy experimentális építészeti-képzőművészeti gondolkodás volt. Így elég spontánnak és természetesnek látszott Bódy Gáborral való találkozásom az 1970-es évek végén. Kölcsönösen megfeleltünk egymásnak experimentalista gondolkodásmódunkkal. (…) …őrületes vágy hajtott bennünket, minél őszintébben, totálisabban, kozmikusabban beszélni az élet fantasztikumáról. Az élet és az emberi gondolkodásnak nagyon közel álló két szelete volt számunkra a film és az építészet. Utolsó közös munkánk is nem véletlenül a Bauhausról, az építészetről, az építészekről készült volna.…”
Bódy Gábor 1985-ös halálával Bachman abbahagyta az art directori munkát. Első hazai építészeti munkája a nem sokkal később elbontott Munka-Tett Kocsma Szigetszentmiklóson (1986)., melyet 1988-ban a Kádár rendszer megsemmisíttetett.

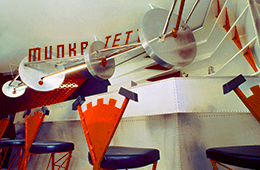
1986. "Munka-Tett" Kocsma, Szigetszentmiklóson. 1988-ban megsemmisítették.

1985-ben a bécsi TAT Galériában “Neue Linie in Ungarn” című kiállításon bemutatta a Munka-Tett Kocsmát és az ebben az időben készített Munka-bútorokat.
Magyarországon csak az 1985-ös bécsi kiállítás után, 1986-ban mutatta be első csoportos hazai kiállításán munkáit – Néray Katalin meghívására – a Dorottya Galériában, Kovács Attilával, Rajk Lászlóval és Szalai Tiborral együtt.

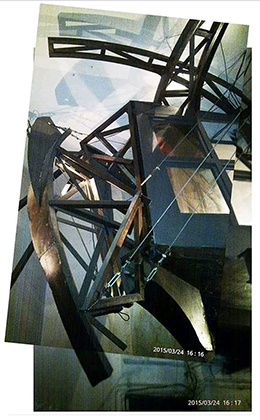
1990. NA-NE Galéria, Budapest. 2016-ban meg lett semmisítve

1988-ban, Dieter Ronte meghívására, a kiállítók között szerepelt Bachman Gábor Szalai Tiborral együtt mint első kelet-európai építészek a Velencei Építészeti Biennálén, installációkat és videóprogramokat mutatott be.
Bachman 1990-ben készítette a Lónyay utcai NA-NE Galéria homlokzatának és belsőépítészetének terveit, amely (akárcsak a Munka-Tett Kocsma) jellegzetes színű és formavilágú építészeti munkájának egyike. 1996-ban a NA-NE Galériát átalakították, majd 2016-ban megsemmisítették!
1993-ban, majd 1994-ben Bachman meghívott ösztöndíjasként dolgozott Stuttgartban az Akademie Schloss Solitude kulturális intézményben. Itt kezdi felkészülését az 1996-os, VI. Velencei Nemzetközi Építészeti Biennáléra. A stuttgarti Solitude Akadémia támogatója volt Bachman 1996-os, VI. Velencei Nemzetközi Építészeti Biennálén való részvételének.
Művészi hitvallását 1994-ben az olasz DOMUS című építészeti folyóirat, Franco Purini és Francesco Moschini felkérésére "Az építészet számomra a SEMMIVEL kezdődik" címen közölte, magyarul pedig ez évi kiállításához kapcsolódva tette közzé a Ludwig Múzeum katalógusában, „A Semmi Építészete” címmel.
Ez lett a címe 1996-ban a Velencei Építészeti Biennálé magyar pavilonjában rendezett kiállításának is.

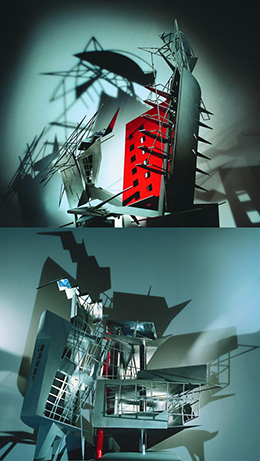
1996. VI. Velencei Nemzetközi Építészeti Biennálé magyar pavilonja, "A Semmi Építészete" https://www.ludwigmuseum.hu/alkoto/bachman-gabor

1996. VI. Velencei Nemzetközi Építészeti Biennálé, Bachman Gábor katalógusa: "A Semmi Építészete". (A kiadványt tervezte: Yasar Meral 1996-ban. Az 1997-es "ID Annual Design Award, New York" nemzetközi design verseny különdíját nyerte.) 
1996. VI. Velencei Nemzetközi Építészeti Biennálé magyar pavilonja, "A Semmi Építészete", a velencei biennálén bemutatott három nagyméretű építészeti makett közül az egyik a Ludwig Múzeum tulajdonába került.
1998-ban Rómában olasz/angol nyelvű könyv jelent meg a kor "élvonalbeli építészei" (cutting edge architects) témában. Szerzője Gabriele De Giorgi, a címe: "La Terza Avanguardia in Architettura / The Third Avantgarde in Architecture" (A harmadik avantgárd az építészetben). A kötetben szereplő építészek, illetve építész irodák: CoopHimmelblau, Zaha Hadid, Daniel Libeskind, Bachman Gábor, Frank O. Gehry, Rem Koolhaas, Peter Eisenman, Bernard Tschumi, Steven Holl, E. Owen Moss. Kiadó: Diagonale, Roma, 1998.
Integratív építész-folyamat-gondolkodásának alkotói fragmentumai pl. a következőek: Le Corbusier, Breuer Marcell, Moholy-Nagy László, Kassák Lajos, Mies van der Rohe, Vlagyimir Tatlin, Naum Gabo, Antonie Pevsner, Walter Gropius, Oskar Schlemmer, Vaszilij Kandinszkij, Lothar Schreyer, Paul Klee, Gerhard Marcksó, Hannes Meyer, Hans Scharoun, Hermann Finsterlin, Vlagyimir Csernisev, El Liszickij, Alekszandr Mihaljovics Rodcsenko, Giuseppe Terragni, Alexander Ivanovich Gegello, Moisei Yakovlevich Ginzburg, Alekszej Scsuszev, Alexander Vesznyin, Ligeti György, Bartók Béla, Conlon Nancarrow, Galina Usztvolszkaja, Luigi Nono, Einstürzende Neubauten, Test Department, Neue Slowenische Kunst, Psychic TV, Caspar Brötzmann Massaker, Bódy Gábor, Stanley Kubrick, Reiner Werner Fassbinder, Luis Bunuel, Fritz Lang, Szergej Eisenstein, Dziga Vertov, Eric Mendelsohn, Wenzel Hablik, Hans Poelzig, ARCHIGRAM, Bruno Taut, Pavel Janak, Josef Chocol, Josef Gocar, Feuerstein, Frederick John Kiesler, stb. A névsor végtelen; Bachman minden egyes új építészeti-design projektjénél újabb kontextusok okából állandóan fejleszti azt.
1996-ban hozta létre saját építészeti-design irodáját, Gábor Bachman Architects néven, majd később, Bachman Merallal közösen alapította meg az irodán belül Gab/Mer Design Stúdiót.
Bachman 1996-os velencei építészeti kiállításának sikere után, 1997-ben Arata Isozaki (Pritzker díjas, japán építész) meghívta a világ 47 legjobb építészeivel együtt "Mirage City" című nagyszabású építészeti projektjébe, Japánba, olyan ismert, élvonalbeli építészekkel együtt, mint Balkrishna V. Doshi / > Kuma Kengo / > Sumet Jumsai / > Enric Miralles / > Herzog & de Meuron / > Yung-Ho Chang / > Daniel Libeskind / > Frank O.Gehry / > Gabor Bachman / > Zaha Hadid / > Jeffrey Kipnis / > Adolfo Natalini / > Alessandro Mendini / > Steven Holl / > Rocco S.K.Yim / > Ishiyama Osamu / > Zvi Hecker / > Sejima Kazuyo / > Ken Yeang / > Ishii I Kazuhiro / > Bernard Tschumi / > Rem Koolhaas S / > Pascal Schoening / > Michael Rotondo / > Enrique Norten / > Andrea Branzi I / > Peter Cook / > Yuri Avvakumov / > Bolles + Wilson / > Francesco Venezia / > Peter Eisemann / > Jean Nouvel / > Dominique Perrault / > Vittorio de Feo / > Ben Van Berkel / > Hans Hollein / > Christian de Poertzamparc / > Ito Toyo / > Choon-Soo Ryu / > Chu-Yuan Lee / > Rokkaku Kijo / > Coop Himmelblau / > Yamamoto Riken / > Arakawa Syusaku / > Hans Kollhoff) 
1998 óta látható a Lyoni Kortárs Művészeti Múzeum (Musée Art Contemporain Lyon) állandó gyűjteményében Bachman Gábor építész, képzőművész munkája is, többek között a következő építészek, designerek és művészek társasagában: Dumb Type, Ben Vautier, Larry Bell, Bill Viola, Ora Ito, Vito Acconci, Gérard Collin-Thiébaut, Henry Flynt, Tony Oursler, Daniel Spoerri, Kacem Noua. Bachman Gábor a lyoni Kortárs Művészeti Múzeum honlapjáról is elérhető,. Ugyan ebben az évben jelenik meg Bachman építészeti munkáinak nemzetközi kontextusát tárgyaló elemzés – Terry Allen, Sunday Jack Akpan, François Martin, Gabor Bachman, Hans Hollein, Marcia Hafif. – az Ecole Nalionalc Superieure des Sciceces de rinformation et des Bibliotheques Universite Claude Bernard Lyon kiadványában.
A 2000-es évekre Bachman nemzetközi karrierje a zenitjére ért, egyes publikációk a számítógépes építészeti tervezés meghatározó alakjai, Zaha Hadid, Frank O. Gehry, Daniel Libeskind mellett emlegették. Bachmannak a 2000-es években tervezett épületei elődei nyomdokain haladva egy valódi kontextusból eredendően, a „Zipp Architecture” kódnévvel ellátott tervekben a zene, a multimédia, az építészet és a design szorosan összekapcsolódik. Bachman építészeti tervei, elképzelései, eddig, elsősorban külföldön valósulnak meg.
2000-ben a Cseh Műszaki Egyetem Építészeti Kara meghívta Bachman Gábort egy kongresszusra és szimpóziumra, melyre meghívást kapott még Jack Derrida, Paul Virilio, Zaha Hadid, Peter Weilbel, Peter Noever, Günter Domening, Benoit B. Mandelbrot is. 
Bachman Gábor 2003-tól – itthon megépült ház nélkül – Kínában dolgozott házainak felépítésén.
A japán projekt után Arata Isozaki (japán Pritzker díjas építész) meghívta Bachmant Kínába építeni, ma a világ kortárs épiteszetét meghatározó épitészek társaságában.
Steven Holl / USA > Ettore Sottsass / Olaszország > Matti Sanaksenaho / Finnország > Hrvoje Njiric / Horvátország > Mathias Klotz / Chile > David Adjaye / Egyesült Királyság > Luis M. Mansilla / Spanyolország > Gábor Bachman / Magyarország > Alberto Kalach / Mexikó > Sean Godsell / Ausztrália > Odeile DECQ / Franciaország > Sejima Kazuyo / Japán > Zhang Lei / Kína / > Liu Heng / Kína / > Yao Renxi / Kína / > Tang Hua /Kína / > Wang Shu / Kína / > Ai Weiwei / Kína / >Young Ho Chang / Kína / > Cui Kai / Kína / > Liu Jia-kun / Kína / > Ma Qingyun / Kína / > Zhou Kai / Kína / 

2004-ben Bachman Gábor részt vett azon a nemzetközi építészeti pályázaton, melyet Párizs 2012. évi olimpiai jelentkezésének előkészítésére írtak ki. A 454 tervet kiállíttották Párizsban és gyűjteményes kötetben publikálták: "454 projects for Paris 2012. International architecture competition for the realisation of the Olympic Landmark, Paris, France".
2004-ben Bachman Gábor meghívást kapott a holland "Collage Europa" (Kollázs Európa) – építészet és várostervezés a változásokat átélő kelet-európai városokban címmel megrendezett nemzetközi kiállításra (2004. október 23-tól 2005. január 2-ig a rotterdami Nai-ban – Netherlands Architecture Institute / Holland Építészeti Intézet).
2004.-2005., USA. Bachman részt vett a "C2C HOME" nemzetközi építészeti pályázaton, "STAC-CUT-HOUSE" nevű projektjével.
2008-ban az Abitare 480 (olasz építészeti szaklap) márciusi kiadványa Bachmanról a következőképp írt: "A magyar vízionárius", Bachman Gábor építész. A cikk a RE:MIND fejezetben olvasható. Az akkori legújabb "Museum Russia" projektjéről is írt, valamint arról is, hogy Bachman Gábor a "XXI. század Hermann Finsterlin-je". Bachman projektjén keresztül hívja fel a figyelmet egész, nemzetközileg is jelentős építészeti munkásságára.

2015-ben Bachman Budapesten átvehette a legmagasabb magyar állami, kulturális kitüntetést, a Kossuth-díjat. "Bachman Gábor Balázs Béla-díjas építész, dizájner a hagyományt a modernitással ötvöző, a 21. század elvárásaira reflektáló és egyedi vizuális nyelvezetet kiérlelő alkotóművészi munkája elismeréseként Kossuth-díjban részesült." Bécsben akkor épp 161 olyan építésszel, designerrel és képzőművésszel együtt állított ki a Belvedere-ben, a Vienna for Art's Sake című kiállításon, mint Vito Acconci, Christo, Georg Driendl, Zaha Hadid, Zvi Hecker, Greg Lynn, Hermann Nitsch, Otto Muehl vagy Kiki Smith.
A bécsi kiállítás lehetne akár a véletlen műve is, és valószínűleg az, hogy éppen ennyire egybeesik a Kossuth-díjjal, de jobb annak látni a dolgokat, amik: egy kiérdemelt és megérlelt folyamat stációi. Bachman Gábornak magyar építészként társával, Yasar Merallal együtt hosszú évtizedek óta elsőként sikerült láthatóvá válnia és elismerést aratnia egy olyan bonyolult szövevényben, mint a világ vizuális sztárművészeinek hálózata. Ezt a hálózati struktúrát – építészek, designerek és képzőművészek – hálózatát képezi le a kiállítás is azzal, hogy pl. a kurátor (Peter Noever) koncepciója az volt, hogy az általa meghívott művészek további művészeket hívjanak meg. A 161 kiállított művet tulajdonképpen azonnal "bezsebelte" a híres gyűjtő, Luciano Benetton, és Imago Mundi gyűjteményének 'Archive Austria' részévé váltak. 

2019-ben Bachman Gábor a magyar építészet és építőművészet kategóriában Prima Primissima díj-at nyert.
"Kossuth- és Balázs Béla-díjas magyar építész-tervezőművész a közép európai régiót a hatások gyűjtőhelye és kiindulópontjaként értelmezi építészeti alkotásaiban, törekedve a klasszikus-kortárs építészet ütköztetésére. A 80-as évektől tartják számon meghatározó, kiemelkedő építészként. 1990-ben megépült NA-NE Galéria építészeti munkájának egyike. 1996-ban ő képviselte Magyarországot a VI. Velencei Nemzetközi Építészeti Biennálén, ahol a tradíciót radikálisan megújító építészetével kimagasló nemzetközi sikert ért el. Építészeti tervei elsősorban Kínában, az Egyesült Államokban és Németországban valósultak meg."

2019-től a "FIBER CITY 2222", jövő-építészeti kutatásain dolgozik, amiről következőképp fogalmazta meg építészeti kutatásai irányát az iránta érdeklődő nemzetközi, építészeti jövő-kutató intézeteknek, szaklapoknak, építészeti egyetemeknek és akadémiáknak: "Olyan építész vagyok, aki mindig fel tette a kérdést: "Mi lenne, ha?" Mostani új munkáimban, kutatásaimban is elképzelek városokat az univerzumban, felhőben úszó épületeket – a jövőt. Én azt a jövőt kutatom az építészetében, amely az idővonalnak az a része, amely ezután (a jelen után) fog „megtestesülni”, ahol az a „hely” van, ahol a még meg nem történt események képzelhetőek el hitem szerint. Ebben a felfogásban a jövő a múlttal (azokkal az eseménysorozatokkal, amelyek már bekövetkeztek, és amelyeket többé-kevésbé ismerünk) állítható szembe, valamint a jelennel, amelynek a határait visszafelé mozgathatom, de előre nem. Talán az anyag mulandóságának a mérésére alkalmazza az emberiség az idő fogalmát(?). Én az az építész vagyok, aki nem híve annak, hogy építészeti gondolataimat, megérzéseim szabadságát elfojtsam, vagy eltitkoljam. A mostani építészeti kutatásaimban elképzelt terveim úgy válnak állandó szerkezetűvé a térben is, ahogy azokat én magam, két kezemmel megépítem nagyméretű, fémépítészeti modellekként. Így, a jelenben most azon dolgozom, hogy a múlton keresztül a jövőbe látható építészeti valóságot teremtsek."

## Családja
Bachman Gábor első felesége Vida Judit porcelán tervező művész volt, házasságukból született Bachman Judit, designer. Jelenlegi felesége Bachman Meral (Yasar Meral), designer, 1997 óta együtt dolgozik minden építészeti és design projektjében.

## Fontosabb építészeti munkák 1985-től
- 1986. „Munka-Tett Kocsma”, Szigetszentmiklós, (megsemmisítve 1988-ban)[30]
- 1990. „NA-NE Galéria”, Budapest (átalakítva 1996-ban, megsemmisítve 2016-ban)[30]
- 1996. „A semmi építészete” – VI. Nemzetközi Velencei Építészeti Biennálé (építészeti kiállítás, Velence [12][31]
- 1997. „Postabank” építészeti terv, (a megrendelő a kiviteli terveket is elfogadta, az épület alapozását el is kezdte, de alapozási fázisának I. ütemében, 1997-ben „leállította” az építkezést) Tiszaújváros
- 1997. “Mirage City, Another Utopia”, építészeti projekt, Tokió, Japán, 47 nemzetközi meghívott építésszel: Balkrishna V. Doshi / > Kuma Kengo / > Sumet Jumsai / > Enric Miralles / > Herzog & de Meuron / > Yung-Ho Chang / > Daniel Libeskind / > Frank O.Gehry / > Gabor Bachman / > Zaha Hadid / > Jeffrey Kipnis / > Adolfo Natalini / > Alessandro Mendini / > Steven Holl / > Rocco S.K.Yim / > Ishiyama Osamu / > Zvi Hecker / > Sejima Kazuyo / > Ken Yeang / > Ishii I Kazuhiro / > Bernard Tschumi / > Rem Koolhaas S / > Pascal Schoening / > Michael Rotondo / > Enrique Norten / > Andrea Branzi I / > Peter Cook / > Yuri Avvakumov / > Bolles + Wilson / > Francesco Venezia / > Peter Eisemann / > Jean Nouvel / > Dominique Perrault / > Vittorio de Feo / > Ben Van Berkel / > Hans Hollein / > Christian de Poertzamparc / > Ito Toyo / > Choon-Soo Ryu / > Chu-Yuan Lee / > Rokkaku Kijo / > Coop Himmelblau / > Yamamoto Riken / > Arakawa Syusaku / > Hans Kollhoff [32]
- 2000. “Less Aesthetics More Ethics”, VIII. Nemzetközi Velencei Építészeti Biennálé, Velence[33]
- 2000. “Gábor Bachman Architect Stúdió”,Budapest[30]
- 2002. “Kortárs Zenei Központ” Budapest (a megrendelő a terveket elfogadta, de nem a Gábor Bachman Architect Stúdió tervét valósította meg)[30]

- 2002. “ONYF Toronybővítés” Budapest (a megrendelő a terveket elfogadta, de a kiviteli tervek elkészítése és a megvalósítás, még várat magára)[30]
- 2002-2012. “01_ZIPPház”[30]
- 2002-2012. “02_ZIPPház”[30]
- 2002-2012. “03_ZIPPház”[30]
- 2004. “ZippOne 1-2”., Amszterdam, Hollandia (terv)[30]
- 2004. “ZIPPtorony”, nemzetközi építészeti pályázat a 2012-es párizsi olimpiai játékokra , Párizs[30]
- 2004. “Collage Europa” – Építészet és várostervezés Közép- és Kelet-európában, kiállítás, Rotterdam, Építészeti Intézet /NAI/[30]
- 2004 -2012. “Stac-Cut-ház” – C2C Home, Nemzetközi Építészeti Pályázat, Roanoke, Virginia, USA[30]
- 2005. “Stac-Cut-house” (kiállítás, Art Museum of Western Virginia, Virginia, USA[30]
- 2003-2012. “China International Practical Exhibition of Architecture”, 15 nemzetközi és kínai meghívott építésszel – Arata Isozaki / Japán > Steven Holl / USA > Ettore Sottsass / Olaszország > Matti Sanaksenaho / Finnország > Hrvoje Njiric / Horvátország > Mathias Klotz / Chile > David Adjaye / Egyesült Királyság > Luis M. Mansilla / Spanyolország > Gábor Bachman / Magyarország > Alberto Kalach / Mexikó > Sean Godsell / Ausztrália > Odeile DECQ / Franciaország > Kazuyo Sejima / Japán > Zhang Lei / Kína / > Liu Heng / Kína / > Yao Renxi / Kína / > Tang Hua /Kína / > Wang Shu / Kína / > Ai Weiwei / Kína / >Young Ho Chang / Kína / > Cui Kai / Kína / > Liu Jia-kun / Kína / > Ma Qingyun / Kína / > Zhou Kai / Kína /- Nanjing, projekt rendező: CIPEA-Nanjing, (Kína) (a megrendelő terveket elfogadta, de a kiviteli terek elkészítése és a megvalósítás még várat magára)[30][34][35][36][37][38]

- 2005–2020. “Museum of Nature”
- 2006–2020. “Dodeskaden-ház”
- 2006–2020. “Bamboo-ház”
- 2007–2020. “Stanecli-ház” (a megrendelő terveket elfogadta, de a kiviteli terek elkészítése és a megvalósítás, még várat magára)
- 2007–2020. “Megoldás-ház” (a megrendelő terveket elfogadta, de a kiviteli terek elkészítése és a megvalósítás, még várat magára)
- 2008–2020. “Strozzi-ház”
- 2008–2020. “Favela-ház”
- 2008–2020. “Museum Russia” (a megrendelő terveket elfogadta, de a kiviteli terek elkészítése és a megvalósítás, még várat magára)
- 2010–2020. “Iskoláslányok-ház”
- 2010–2020. “Slum-ház”
- 2010–2020.“ Canal Grande-ház”
- 2010–2020. “Antfarm-ház”
- 2008–2012. “Stick-ház” (a megrendelő terveket elfogadta, de a kiviteli terek elkészítése és a megvalósítás, még várat magára)
- 2008–2012. “Alyonka-ház” (a megrendelő terveket elfogadta, de a kiviteli terek elkészítése és a megvalósítás, még várat magára)
- 2010–2020. “Albán-ház”
- 2010–2020. “Kabin-ház”
- 2008–2020 “Defence-ház” (a megrendelő terveket elfogadta, de a kiviteli terek elkészítése és a megvalósítás, még várat magára)
- 2008-2020. “L-ház” (a megrendelő terveket elfogadta, de a kiviteli terek elkészítése és a megvalósítás, még várat magára)
- 2010–2020. “Milán-ház”
- 2010–2020. “Rubik-ház” (a megrendelő terveket elfogadta, de a kiviteli terek elkészítése és a megvalósítás, még várat magára)
- 2008–2020. “Open-ház” (a megrendelő terveket elfogadta, de a kiviteli terek elkészítése és a megvalósítás, még várat magára)
- 2010–2020. “Karola Firing Control Tower on the Atlantic-ház”
- 2010–2020. “Anything War Can Do Peace Can Do Better-ház”
- 2008–2020. “Propolis-ház”
- 2010–2020. “Step by step-toronyház”
- 2010–2020. “Éjjeli őrjárat tea-ház”
- 2010–2020. “Öreg-ház” (a megrendelő terveket elfogadta, de a kiviteli terek elkészítése és a megvalósítás, még várat magára)
- 2011–2022-2024. “DESINGYOURS©-Museum” (a megrendelő terveket elfogadta, de a kiviteli terek elkészítése és a megvalósítás, még várat magára)
- 2019–2026 Bachman Gábor “FIBER CITY 2222” jövő-épiteszeti kutatási projekt / Budapest – Ajman – New York

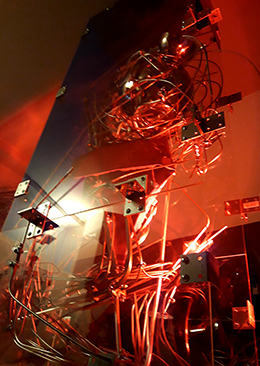
2019. “FIBER CITY 2222” jövő-épiteszeti modell, építész: Bachman Gábor

- 2021. “CITYX VENICE” 17. Nemzetközi Velencei Építészeti Biennálé Olasz Virtuális Pavilonjába meghívott, kiállító építész (kurátorok: Alessandro Melis és Tom Kovac), Velence, Olaszország [39] [40] [41]

## Fontosabb művészeti munkák 1985-től
- 1985. “Neue Linie in Ungarn” (Bachman-Kovács-Szalai-Vincze-Rajk) Tat Gallerie, Bécs.
- 1985. “Munka-Tett” (kiállítás:Vida Judittal) Pécsi Galéria, Pécs.[42]
- 1985. “Töne und Gegentöne” (kiállítás, Bécs, Messepalast)[43]
- 1985. “Einstürzenden Neubauten” zenekar koncertjének art-directori munkája (SOTE) Budapest.[44]
- 1986. “Kassák Lajos Centeráumi kiállítása” kiállítástervezés: Magyar Nemzeti Galéria, kurátor: György Péter, Budapest (nem valósult meg).
- 1986. “Installáció a Műcsarnok homlokzatán a "Művészet és forradalom. Orosz-szovjet művészet 1910-1932" című kiállításhoz, Budapest
- 1987. “De Constructie”, (kiállítás: Amsterdam, Fodor Museum)[30]
- 1987. “Elac Art Contemporain”, (kiállítás, Lyon, MOCA)[45][46][47]
- 1987. “Gábor Bódy Video Architecture”, (kiállítás, Amsterdam, Stedelijk Museum)[48]
- 1988. “XLIII. Esposizione Internationale d'Arte la Biennale di Venezia”, "APERTO ’88" (kiállítás, együtt Szalai Tiborral, Velence, Olaszország)[49]
- 1990. Telefonkártya terve a Francia posta feólkérésére [50]
- 1992. “Vapaa Vyohke / Free Zone”, (kiállítás, Helsinki, Taidehalli)
- 1992. “Kunst, Europa”, (kiállítás, Bréma, Neues Museum Weserburg Kunstverein)
- 1992. “Möbelklassiker des 3. Jahrtausend”, (kiállítás, Bécs, Tat Gallerie)
- 1992. “Video Architecture for experimental videos”, (kiállítás, Párizs, Je de Paume)[30]
- 1992. “Free Worlds”, (kiállítás, Montreál-Torontó, Museum of Contemporarian Art)[51]
- 1993. “Architektonische Gemälde”, (kiállítás, Stuttgart, Akademie Schloss Solitude)[52]
- 1994. „Építészeti festmények – építészeti projektek” (kiállítás, Budapest, Ludwig Múzeum)[53]
- 1996. „Bódy Gábor videóépítészet” (kiállítás, Budapest, Dorottya Galéria)[54]
- 1996. “Jenseits von Kunst” (kiállítás, Graz, Neue Gallerie / Budapest, Ludwig Múzeum)[55][56]
- 1997. “Architektur der Abwesenheit” (kiállítás, Bonn-Stuttgart, IFA Gallerie)[57]
- 1999. “Solitude Akadémia Budapesten” (kiállítás, Budapest, Ernst Múzeum-Műcsarnok)[52]
- 2000. “L’autre Moitiede L’Europe” (kiállítás, Rajk Lászlóval, Párizs, Je de Paume)[58]
- 2007. "Kabinett-Ausstellung mit CD-Cover-Designs von Gábor Bachman und Meral Yasar"[59]
- 2012. “Hamam 1”[30]
- 2012. “Hamam 2”[30]
- 2012. “Hamam 3”[30]
- 2012. “Hamam 4”[30]
- 2013. “Sifang Contemporary Art Museum, Nanjing” Nanjing, Kína, kiállítás: Bachman Gábor és Bachman Meral / GABMER, építészeti – design – festészeti-film projektjei (kurátor: GABMER). [19]
- 2014. “W.E.I.W.E.I. G.A.L.L.E.R.Y.”: Peking, Kína kiállítás:Bachman Gábor és Bachman Meral / GABMER, építészeti – design – festészet – film projektjei (kurátor: GABMER). [31]
- 2015. “Vienna for Art’s Sake! Contemporary Art Show” – 2015. Feb 27. – May 31., Winterpalais of Prinz Eugen, Belvedere, Vienna (AT), kiállítás: Bachman Gábor és Bachman Meral / GABMER, (kurátor: Peter Noever.) [60]
- 2015. Imago Mundi – Luciano Benetton Colleztion “MAP OF THE NEW ART” kiállítás: Bachman Gábor és Bachman Meral / GABMER, 2015. Augusztus 31. Velence – Fondazione Giorgio Cini, Island of San Giorgio Maggiore 2015 Sep 1. – Nov 1. (kurátor: Peter Noever-Luciano Benetton-Fondazione Giorgio Cini) [61]
- 2016. Opera publica, Csoportos kiállítás, Künstlerhaus, Bécs (kurátorok: Margit Nobis és Clemens Mock) [62]
- 2017. Bachman Gábor építészeti-festeszeti-artdirectori-designeri munkássága / 1966-2017 Bachman Gábor magángyűteménye / Budapest
- 2019. Art Market Budapest [63]
- 2020–2023 Időgép – Új válogatás a Ludwig Múzeum gyűjteményéből [64]
- 2019–2026 Bachman Gábor “FIBER CITY 2222” jövő építészeti, 22 darados építészeti műtárgyegyüttes / Budapest – Ajman – New York

## Fontosabb játékfilmek látványtervezője, díszlettervezője 1977-től
- 1979. “Nárcisz és Psyche” játékfilm, rendezte: Bódy Gábor)[65][66]
- 1980. Kékszakállú herceg vára (tévéfilm, rendezte: Szinetár Miklós, Budapest-Zürich)[67]
- 1981. Hamlet (TV-film, rendezte: Bódy Gábor)[68]
- 1982. Nők iskolája (TV-film, rendezte: Fehér György)
- 1983. Kutya éji dala (játékfilm, rendezte: Bódy Gábor)[69]
- 1983. Eszkimó asszony fázik (játékfilm, rendezte: Xantus János)[70]
- 1988. Schatten im Zenith (játékfilm, rendezte: Rainer Kirberg)

## Fontosabb tévéfilmek rendezése 1992-től
- 1992. Kulturbachman (TV film, rendezte: Bachman Gábor)[71]
- 1993. Megyik (TV-film, rendezte: Bachman Gábor)

## Fontosabb videófilmek rendezése 1986-tól
- 1986. Munka-Tett (videófilm, rendezte: Bachman Gábor[72]
- 1987. Kelet-európai riadó (videófilm, rendezte: Bachman Gábor)[8]
- 1988. Divatbemutató – Király Tamás[73]
- 1996. “And Julia” (videófilm, rendezte: Bachman Gábor, operatőr: Jancsó Nyika)[74]
- 2021. „A kozmosz intelligenciája” – építészeti videófilm (teljes változat), rendezte, írta: Bachman Gábor, operatőr: Bachman Gábor, digitális feldolgozás: Bachman Meral).[75] Bachman Gábor építész-tervezőművész ezen építészeti videófilmjével kapott meghívást a 17. Velencei Építészeti Biennálé Olasz Virtuális Pavilonjába a „CITYX Venice” címmel létrehozott virtuális kiállításra (kurátorok: Tom Kovac (RMIT Egyetem) és Alessandro Melis (Portsmouth Egyetem)). Bachman az építészeti videófilmjével reagál Hashim Sarkis (MIT), a 17. Velencei Építészeti Biennálé [76] főkurátora által megrendezett „Hogyan fogunk együtt élni” című kiállítás felhívására.

## Dijak, elismerések
- 1988. Balázs Béla-díj
- 1988. Smohay-díj
- 2007. Nanking Városának Építésért Díj, Kína
- 2010. Kínai Népköztársaság Építéséért Díj
- 2015. Kossuth-díj
- 2016. Ferencvárosi József Attila díj (https://www.youtube.com/watch?v=lXTXiByxo1k&t=2027s)
- 2019. Prima Primissima díj [77]
- 2020. Reitter Ferenc-Díj